# スカッドレース
『SCUD RACE』（スカッドレース）は、セガが発売した、BPR GT選手権を題材としたアーケードゲーム。

## ゲーム概要
1996年に稼動、1997年には新コースを追加した『plus』が稼動した。日本国外では『SEGA SUPER GT』という名前でリリースされている。
また、1997年には東芝EMIよりサウンドトラックも発売され、99年にはセガのレースゲームで使用された楽曲を集めたコンピレーション盤『SEGA RACING BEST』にも、本作の楽曲が2曲収録された。
2025年現在、家庭用ゲーム機への移植は無い。ドリームキャストのローンチタイトルの一つとして移植が予定され、1998年の発表時には本作の技術デモも公開されたが取り止めになった。

## 登場車種
隠し車種は『Plus』で追加された超初級のみ使用可能。
- ポルシェ・911 GT2 - ハンドリング重視、初心者向け。モデルは1995年シーズンの22号車（Elf Haberthür Racing）。
- フェラーリ・F40 GTE Evo.2 - バランス型。モデルは1996年シーズンの27/28号車（Ennea/Igol）。
- ダッジ・バイパー GTS-R - 加速重視。モデルは1996年シーズンの17/32号車（Viper Team Oreca）。
- マクラーレン・F1 GTR ショートテール - 最高速重視。モデルは1996年シーズンの2/6号車（Gulf Racing/GTC Motorsport）。
- タンク（隠し車種。最高速が非常に高い。レース中にスタートボタンを押すと弾を発射する。）
- バス（隠し車種。見た目によらず、ドリフトしやすい）
- 猫（隠し車種。当たり判定が非常に大きくて当たり弱く、最高速が遅い代わりに加速とグリップが良く、ドリフトせずにコーナーを曲がれる。レース中にスタートボタンを押すと猫が鳴く。）
- ロケットカー（隠し車種。筐体にあるスタートボタンを押すと加速できる。但しほとんど曲がらない。）

このほか、アルピーヌ・A610がCPU車として登場する。

## 登場コース
超初級
『Plus』のみ登場。オーソドックスな左回りオーバルコースだが、自車をそのままスケールダウンさせ、家の中で走らせるという、まるでおもちゃの世界になっている。バックストレートにボウリングのピンが設置されており、自車でボウリングゲームを行うことができる。スコアはレース終了後に表示される。
BGMは「Merry Maze」。
初級（昼）
海沿いや海中トンネルなどを走るコース。通常設定では4周。
BGMは「Groovin' Daylight」。
初級（夜）
夜の空港のそばや敷地内を走るコース。コース脇に旅客機が駐められている。通常設定では4周。
BGMは「Flight in the Dark」。
中級
通常設定では3周。
BGMは「Ancient Voice」。
上級
通常設定では3周。
BGMは「Breeze of the Middle Ages」。